# Gołowicze
Gołowicze (biał. Галавічы, Haławiczy; ros. Головичи, Gołowiczi) – dzielnica Grodna na Białorusi, do 2008 roku oddzielna wieś w obwodzie grodzieńskim, w rejonie grodzieńskim w sielsowiecie Podłabienie. 24 kwietnia 2008 Gołowicze zostały włączone w granice Grodna.
W latach 1921–1939 Gołowicze należały do gminy Łabno.